# Souto de Escarão

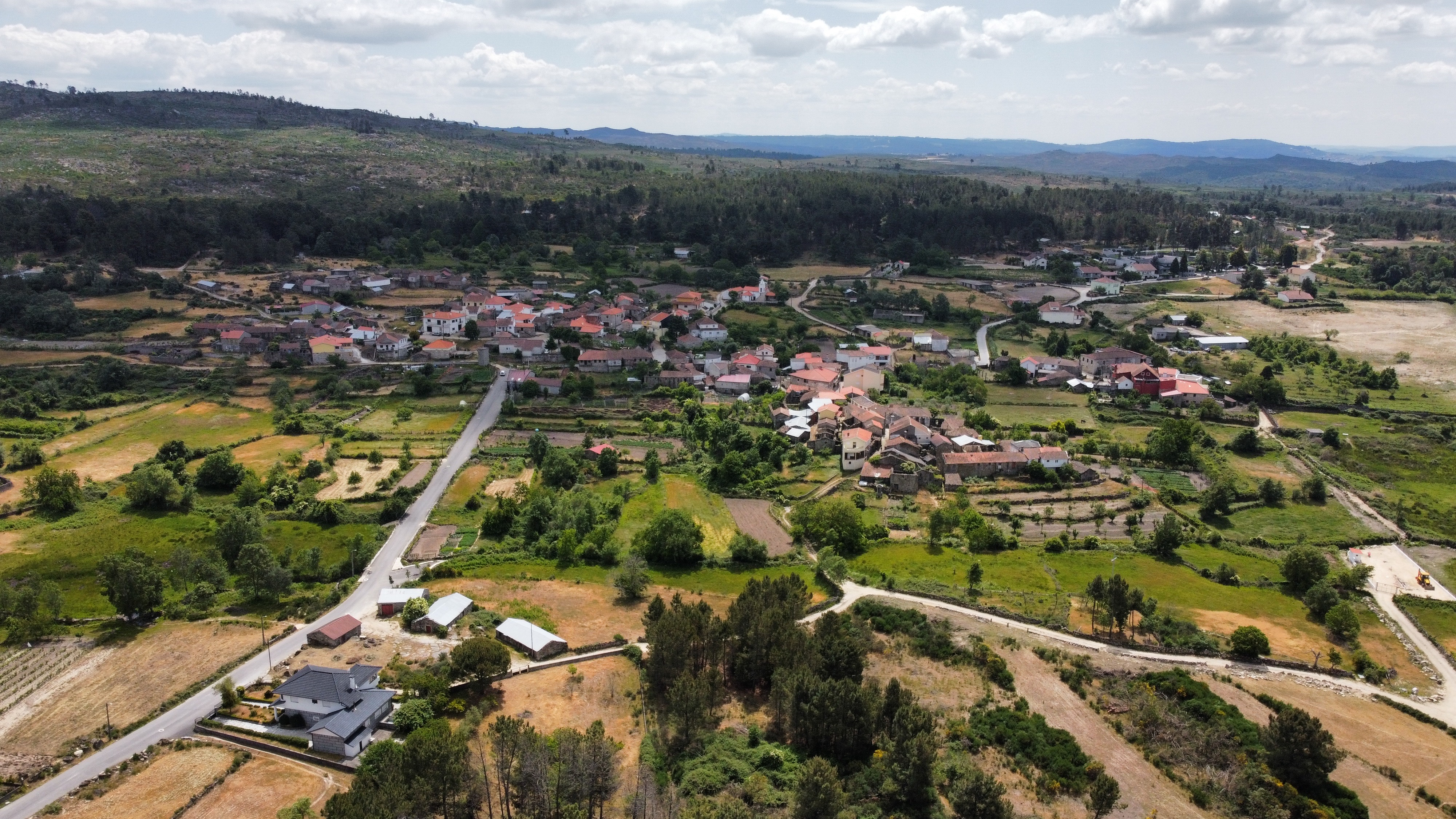

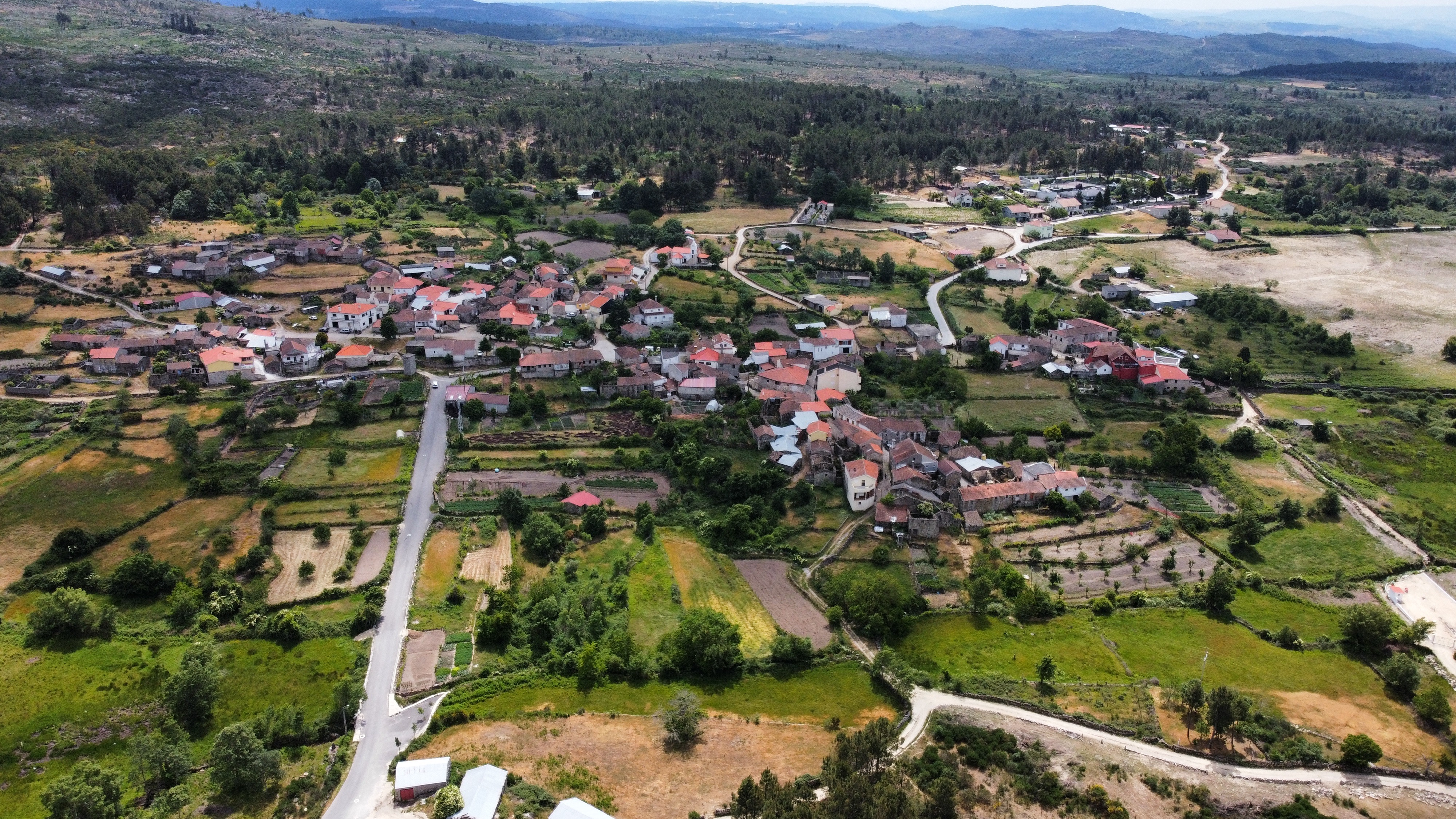

Souto de Escarão é uma aldeia portuguesa com 60 habitantes (2021), na freguesia de Vila Verde, Município de Alijó, Distrito de Vila Real. O seu território localiza-se a noroeste do município a 730 metros de altitude, na Serra do Escarão, bacia hidrográfica do rio Pinhão, a cerca de 30 quilómetros de Alijó. A aldeia de Souto de Escarão é limitada a norte com a Carva e Barrela, a oeste com a Torre do Pinhão, a sul limita com a Balsa e Fundões e a leste com Jorjais de Perafita.

## Foral
Dom Sancho I concedeu foral a Souto de Escarão em finais do século XII, no ano de 1196Carta de foral (em Latim)   
In dei nomine. Ego Sancius dei gratia Illustrissimum Portugalensium Rex cum uxor mea Regina donna Dolcia cum omnibus filiis et filiabus nostris facimus cartam vobis populatoribus de Sauto qui est in terra de Panoyas. Damus vobis ipsam villam cum suis terminis quomodo dividit cum Cativelus et inde quomodo partitur cum Guyales et unde per Carvalia Furada et inde quomodo partit cum Turres cum Fundoes et nostrum ganatum pascat cum partibus in sua faceyra de ipsa dicta villa aqua vertente de una parte et de alia parte per regueyro de Carva. Hominem que ibi intraverit montar et illum complenderit pectet X modios medios ad concilium et medios ad palatium et suus esbolius remaneat ad concilium. Damus vobis populatoribus de Sauto quantum est inter istis terminis tali pacto ut sunt ibi IIII. careylas in ipsa villa et rendantis nobis de istas IIII.o cayrelis et singulas earum cayrelarum rendatis nobis sex sex quartarii unicuique coyrela et sedeant medietatem centeni et aliam medietatem milio per mensuram Ferie de Constantim que odie ibi est et unius cayrelis rendatis II.  II. pelles de conelios et singulos almudes de panne couto centeno et I almudem de cevada Si occideritis venatum detis de urso ambas manus de porco montisino vel de cervo vel corzo lombo et si istud condatum non deditis pectetis pro unum de illis unam libram cere. Et de istas jugadas si non fuerint pro illas ad die sancti Johannis Bautiste usque ad diem sancti Michaelis de September perdat illas et ponatis in vestra villa vestro maiordomo et ipsum pectat ipsas jugadas ad ipsis hominibus et dent eas nobis ad predictis temporis et si non dederit eas vel ad nuptios suos pignorent maiordomum et non alium vicinum. Et si maiordomo ad portario venierit in vestra villa et pignoverint nullum hominem homines tollant eam et non pectent pro
inde. Et ad nullam callupniam non respondeatis nisi ad IIII. et ad istas sit per inquisitionem bonorum hominum scilicet homicidium furtum rausum sterco in boca. Si istas calupnias feceritis pectetis pro illas cada una quadraginta modios et furtum quale fecerint talem pectent. Si occideritis maiordomo pectent pro illum X° modios. Et istas calunias non pectetis eas nisi per inquisitionem bonorum hominum. Homines de Sauto post quam suam hereditatem vendicaverint dent et vendant eam cui voluerint qui forum predictum faciat. Era M. CC. XXX. IIII. Ego Rex Sancius et Regina donna Dulcia una cum omnibus filiis et filiabus nostris qui hanc cartam jussimus facere eam propriis manibus roboramus et filius vel nepos noster vel aliquis homo qui de semine nostro exierit et hanc kartam custodierit habea benedicionem dei et nostram amen. Et istos modios non pectent nisi quomodo vicinus suo vicino cabaes. Homo qui intraverint in illo termino causam male faciendi pectet L modios. In Sauto faduria sit de I de cera. Homines de Sauto non vadant nisi in exercitum Regi. Et hoc forum faciatum quantum resonat in hanc kartam et non plus.
Maiordomus Regis Johannes Fernandi, cancellarius Regis Julianus, Gunsalvus Cordo testis, Petro Menendi d'Aguiar testis, Pelagius Monacus judex. Petrus monacus de sancti Georgii notuit
Et ista carta non tenebat sigillum nec signa.
Forais Portugueses

## Demografia

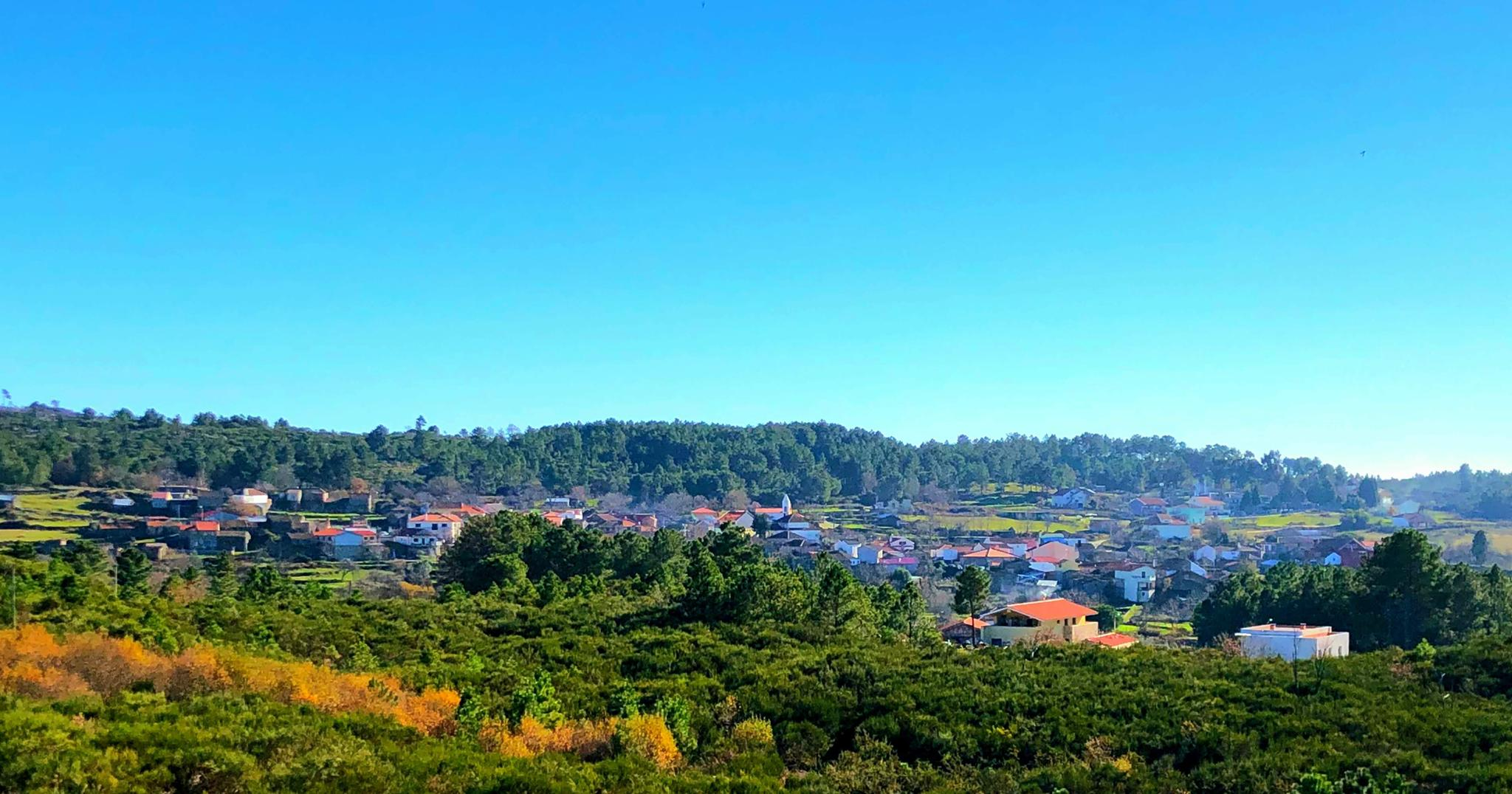
Vista de Souto de Escarão desde Senhora da Conceição

Hoje em dia, a região evoluiu e melhorou os acessos com a A 4 –Autoestrada Transmontana, e já não existe aquele tipo de fronteira gigantesca que separava a aldeia dos centros urbanos. Mas existe a população que insiste em ter um modo de vida como antigamente. São pessoas simples e acolhedoras, com as mãos cheias de cicatrizes que o trabalho na agricultura nunca perdoou um único dia dos seus tenros anos. São pessoas, que viram partir os seus filhos para zonas urbanas e estrangeiro à procura de uma vida melhor. Muitas delas nem usam telemóvel, nem internet, preferem a calmaria da aldeia contra azáfama e o estresse da cidade. O grande problema é mesmo o despovoamento e o envelhecimento da população. Terra de relevo acidentado, com grandes planaltos, devido à grande quantidade de montanhas, mas talvez por isso, seja uma das que melhor preserva a sua cultura e tradições.  

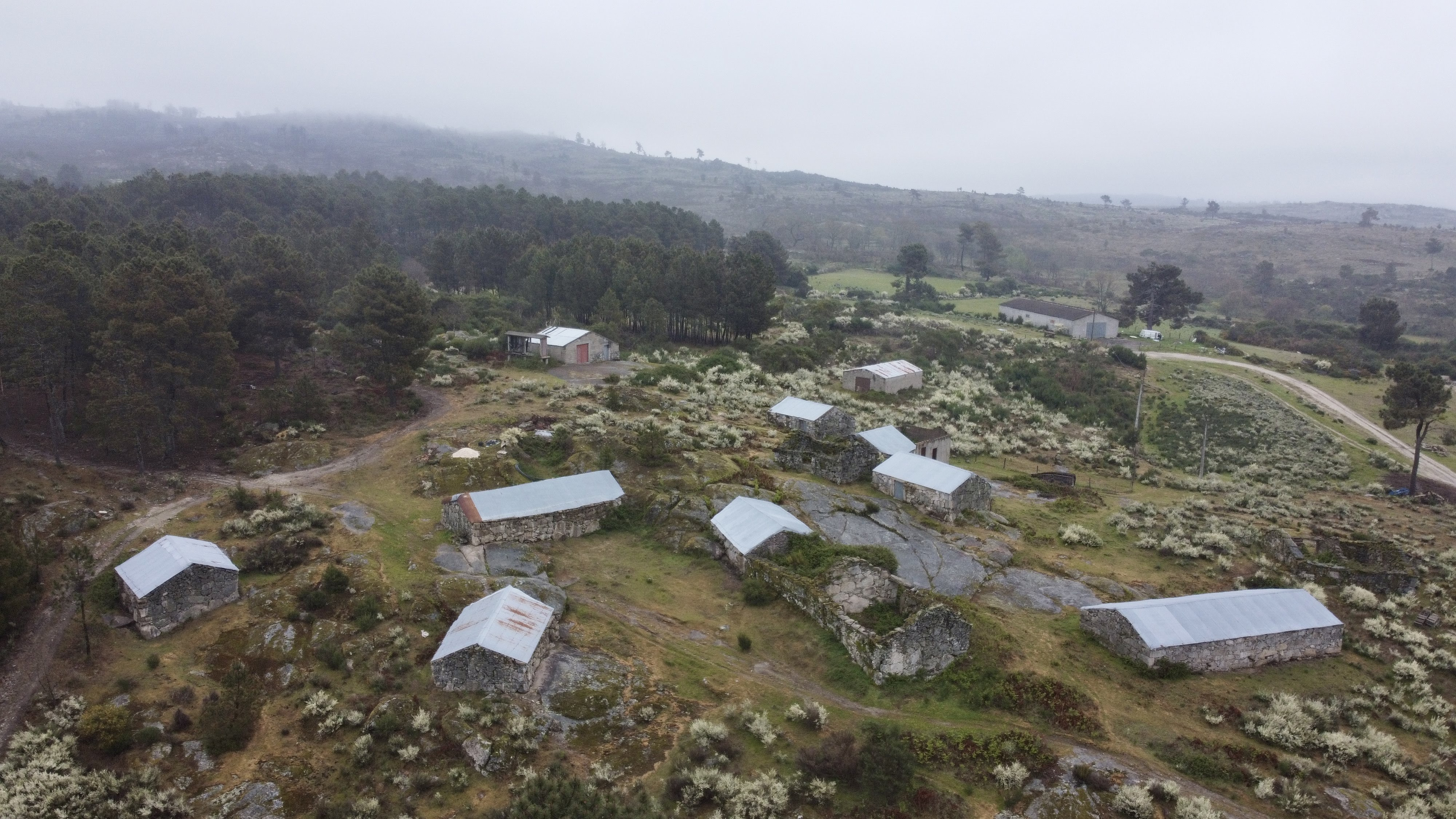
[https://earth.google.com/web/search/Souto+de+Escar%c3%a3o,+Alij%c3%b3,+Portugal/@41.37713215,-7.58612586,748.3739624a,0d,60y,26.21240479h,91.6821188t,0r/data=CigiJgokCfByYS1t6UNAEfpXB302s0NAGQBWueI6zT7AIR_4YarzUT_AIhoKFk5OQXZvdUZqUElVV2RBNTg1S3dWOEEQAg Palheiros do Salgueiro

Esta é uma região cheia de potencial, terras óptimas para a agricultura. Mas que durante anos, foi esquecida. Os municípios tentam a todo custo desenvolver esta região, com algum sucesso. O futuro ninguém sabe, o governo faz esforços para combater a desertificação e ajudar as pessoas a ter melhor qualidade de vida.        

## Gastronomia
Entre as especialidades da gastronomia desta aldeia estão a Feijoada à Transmontana, o Cozido à Transmontana e o Cabrito Assado com Arroz de Forno. O porco é recurso cimeiro na alimentação do seu povo, o consumo deste tipo de carne, fortemente enraizado, nasceu das adversidades geográficas, climatéricas e de relevo, da fabulosa capacidade de gentes capazes de tudo aproveitar e transformar em manjares divinos. A cultura gastronómica transmontana apoia-se num princípio extremamente racional – a terra é dura, o que ela dá deve ser maximizado e segundo processos que permitam uma conservação alargada.

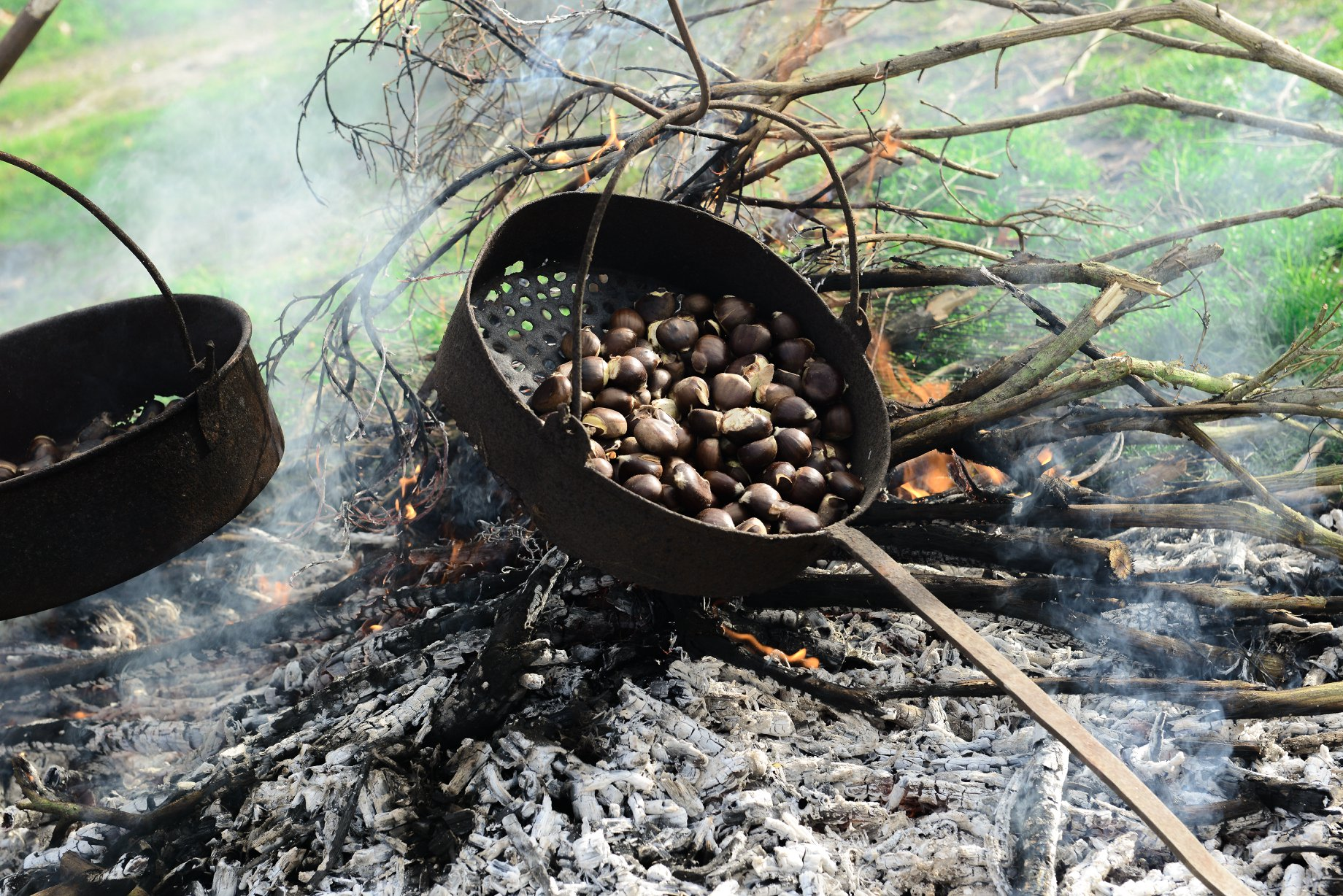

Assim, o porco é alimentado com excedentes alimentícios, perfeitamente dispensáveis, engorda, vem a matança, a festa da carne fresca, e a labuta do processo de a conservar ao longo do ano. Os resultados expressam-se em verdadeiras iguarias como; presunto, salpicão, alheira, linguiça e morcela entre outras. 
É também tradição no dia 11 de novembro fazer-se um Magusto que implica assar as castanhas, sardinhas, a carne de porco junto com o tão tradicional caldo verde e pão de milho, tudo acompanhado com o vinho novo, produzido com a colheita do verão anterior. 

## Romarias

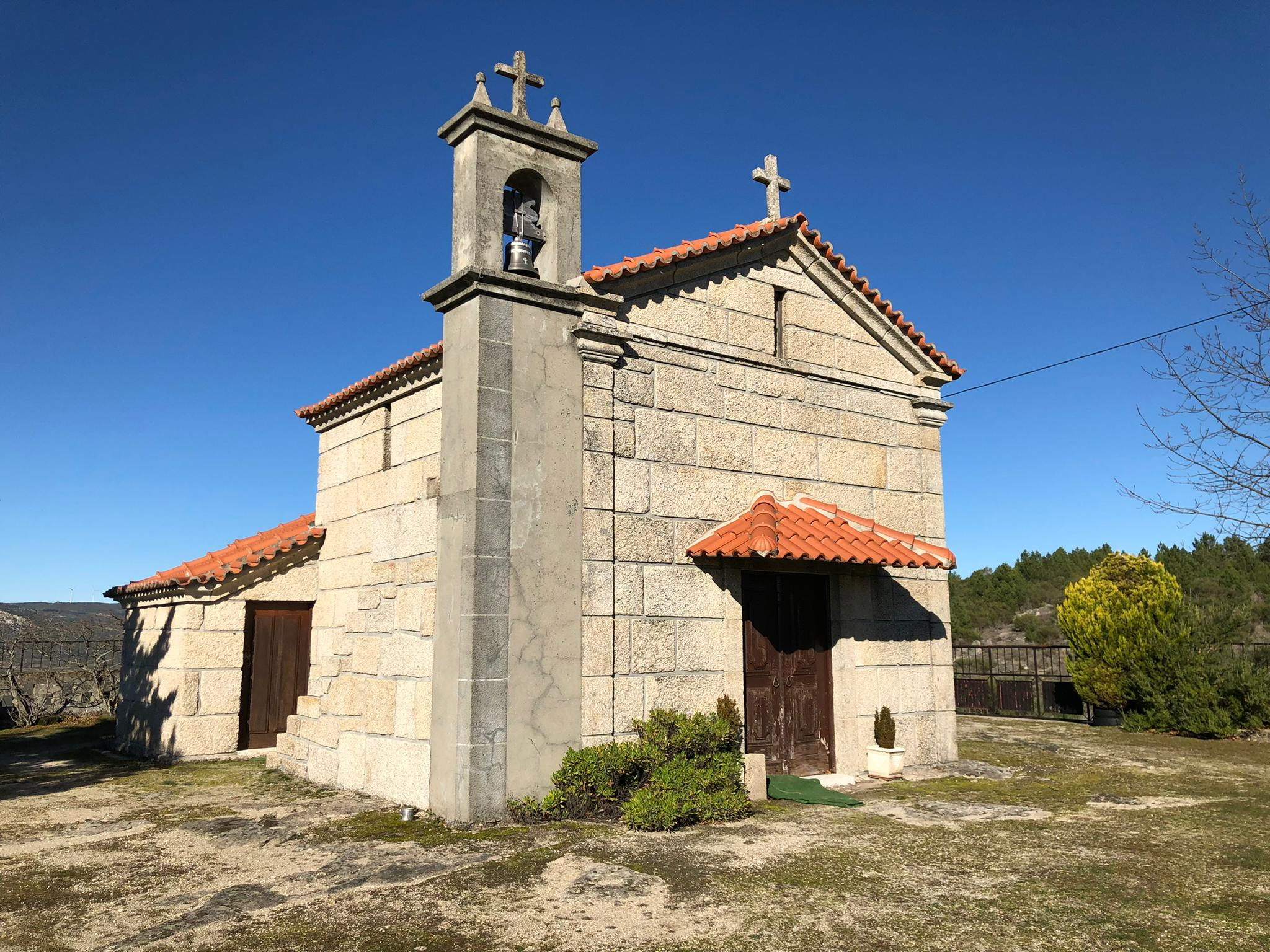
[https://earth.google.com/web/@41.3880233,-7.59310036,749.95678711a,0d,49.80562705y,224.65387402h,85.50365057t,0r/data=IhoKFm5BTnhKSUF0d2lqbmdNQ3BkdlY5cFEQAg Capela Nossa Senhora da Conceição

Anualmente na aldeia realizam-se duas romarias; no primeiro domingo de maio Nossa Senhora da Conceição e no dia 8 de setembro, Nossa Senhora da Guia.

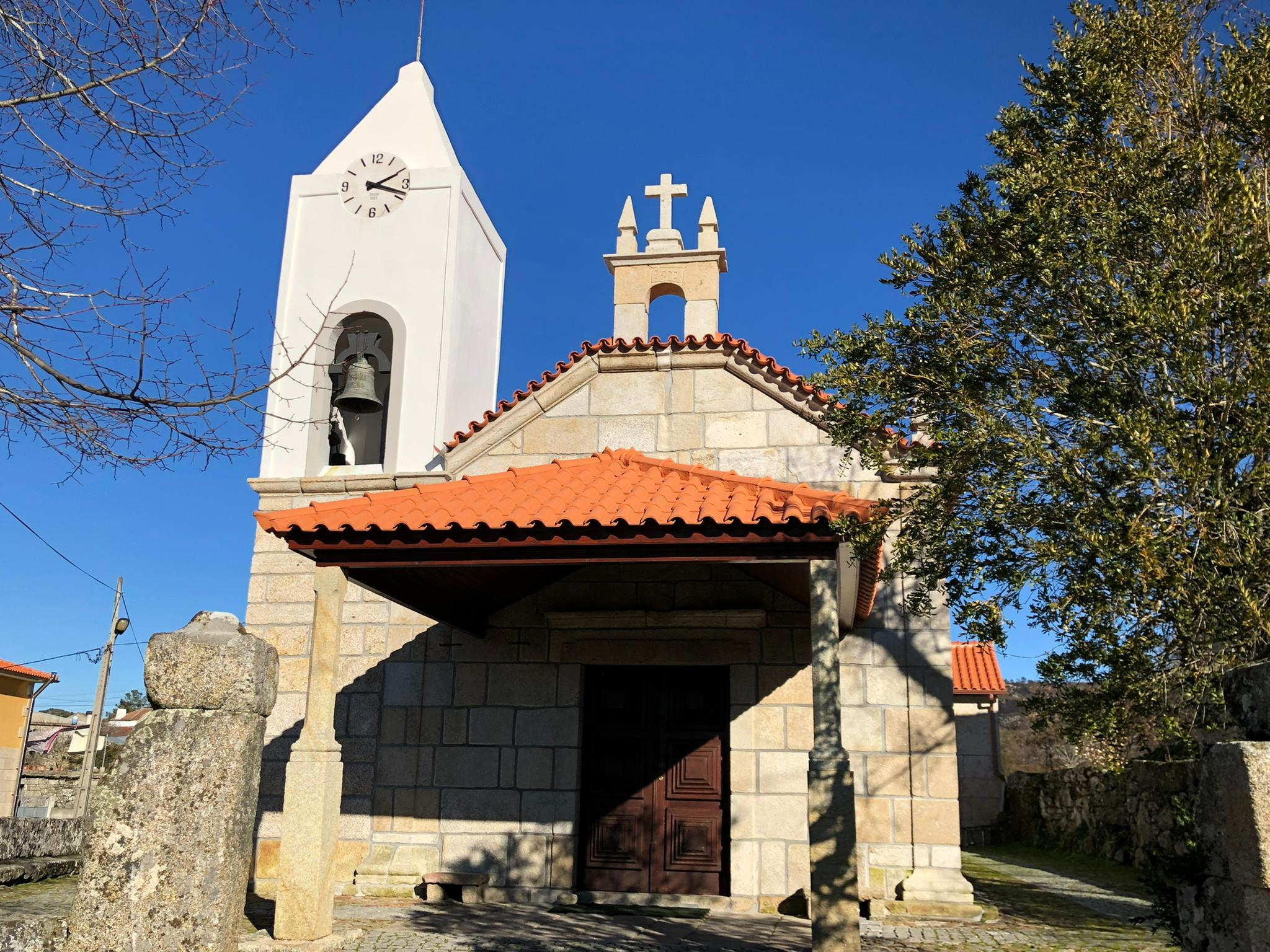
[https://earth.google.com/web/@41.38205565,-7.58681188,736.60230276a,0d,60y,48.16905573h,93.8404734t,0r/data=IhoKFms5S3RjZHJ4bS1MY3hMc0RhU3JKV3cQAg Capela Nossa Senhora da Guia

## Geografia e história da freguesia deVila Varde
Situada na parte Norte do Município de Alijó, em lugar alto, plano e frio, perto da margem esquerda do rio Pinhão, a Freguesia de Vila Verde fez parte das vastíssimas terras de Panóias até aos séculos XVII – XVIII, passando em seguida a Curato anexo à reitoria de Tresminas, sendo depois reitoria.
A povoação desta Freguesia tem vários séculos de existência como o provam aliás vestígios castrejos, casas tipicamente transmontanas, de pedra da região e inúmeros monumentos.
Nesse capítulo as casas feitas de pedra com varandas em lages horizontais na parte frontal da casa são um belíssimo exemplo de casas transmontanas que se mantiveram ao longo dos séculos, sem grandes alterações de construções modernas, em especial na parte velha da aldeia.
É a freguesia mais vasta do Município de Alijó, constituída por oito aldeias. O orago é Santa Marinha e tem uma festa anual em sua honra, juntamente com São Sebastião no segundo domingo de Agosto.
Aqui é realizada anualmente no dia seis de Janeiro a feira dos reis das mais conhecidas e frequentadas da região, a feira de gado de Vila Verde. São atribuídos prémios ao melhor gado presente na feira.
As principais actividades baseiam-se no pastorício, na batata, castanha, milho e centeio.

No que respeita ao património possui igreja matriz, capela de S. Gonçalo, santuário, casa dos médicos, casa paroquial, ponte romana, cerca romana, forno dos mouros, cabeço de nossa Senhora, fontes, cruzeiros e vestígios medievais em todas as aldeias desta freguesia, donde se destaca a aldeia de Perafita, inspiradora de inúmeros trabalhos históricos e de programas de televisão.

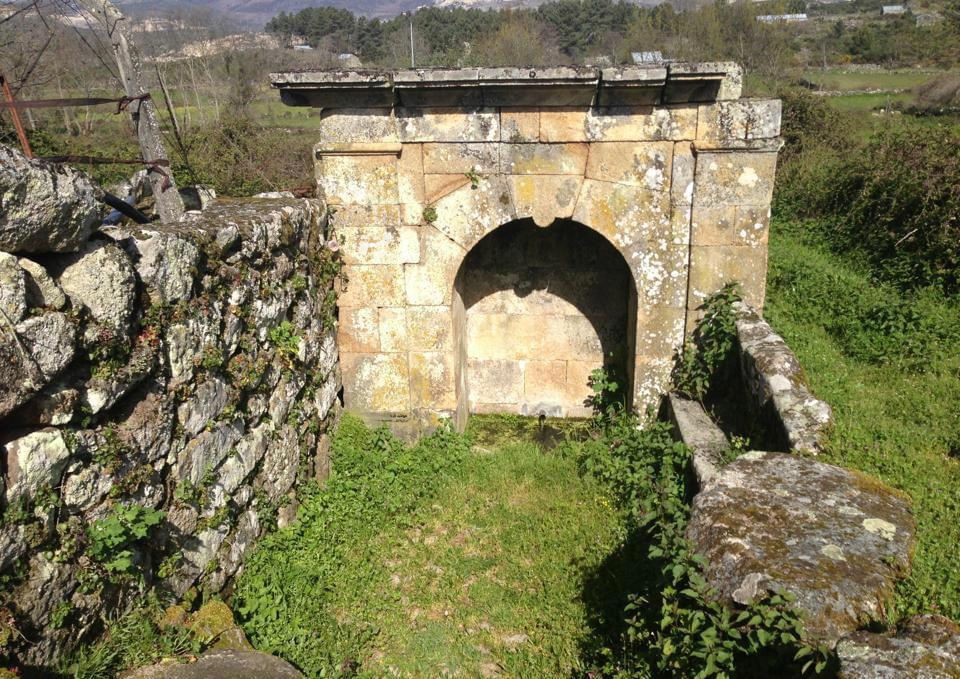
[https://earth.google.com/web/search/Souto+de+Escar%c3%a3o,+Alij%c3%b3,+Portugal/@41.38161338,-7.58937336,720.74539105a,148.74435305d,35y,163.50005891h,0t,0r/data=CigiJgokCfByYS1t6UNAEfpXB302s0NAGQBWueI6zT7AIR_4YarzUT_A Fonte de mergulho dos Ripadouros

A aprazível localidade de Vila Verde tem uma população residente de 547 habitantes (2021). 
As aldeias da freguesia são; Vila Verde, Balsa, Freixo, Fundões, Jorjais de Perafita, Perafita, Souto de Escarão e Vale de Agodim. O seu território geográfico que atinge os 42,09 km² torna a freguesia de Vila Verde, em dimensão, a primeira do concelho. 
No território desta freguesia existem duas necrópoles megalíticas, uma no lugar da Veiga e outra no lugar de Madorras. São os documentos mais antigos que se conhecem a provar a ocupação deste área. No Freixo encontra se um pequeno castro, com dois circuitos de muralhas bem conservados, à altitude de 708 metros, conhecida por Cerca do Freixo. Localiza-se num castelo granítico, entre o Planalto de Alijó e a serra da Padrela. Foi construído na Idade do Ferro e uma vez que se encontra encravado num vale, onde se descobrem ainda muitos pedaços de cerâmica entre a vegetação rasteira poderá ter sido reutilizado durante a Romanização. Conhecem-se diversas referências ao Castro da Balsa, situado no término desta povoação, já na bacia do rio Pinhão, mas pouco mais se pode adiantar. Embora a instituição paroquial deva ter surgido no século XVII ou XVIII, as raízes deste lugar remontam ao século XII. Como antiga freguesia, no termo de Vila Real, fora curato anexo à paróquia de Tresminas e apresentação ad nutum do reitor dessa freguesia, até que se tornou numa reitoria independente. Pertenceu ao Arcebispado de Braga, mas no ano de 1882 já se encontrava no bispado de Lamego. Esteve depois integrado no Concelho de Vilar de Maçada até sua extinção, em 31 de Dezembro de 1853. Agora como freguesia pertence ao concelho de Alijó. O pequeno santuário do Senhor de Perafita ostenta uma peregrinação anual, que continua a ser uma impressionante manifestação da mentalidade religiosa medieval. Também por essa componente cultivada no século XVII, foi alvo de uma tese da Dra. Natália Marinho Ferreira Alves, em 1987. A Igreja de Perafita é o melhor e o mais belo exemplar religioso do concelho no estilo barroco. Aqui também se guardam, na arrecadação de ex votos, uma interessante colecção de pintura naif. Ao Centro Recreativo de Vila Verde cabe a tarefa de dar apoio no âmbito social e cultural. Os cruzeiros de granito do Freixo e de Souto de Escarão são dois exemplares que, além do seu atractivo religioso, estão classificados de interesse arqueológico concelhio. Obteve também a mesma catalogação no domínio arquitectónico a Igreja paroquial de Vila Verde dedicada a Santa Marinha. Esta santa da Igreja recebe aqui as maiores festividades.

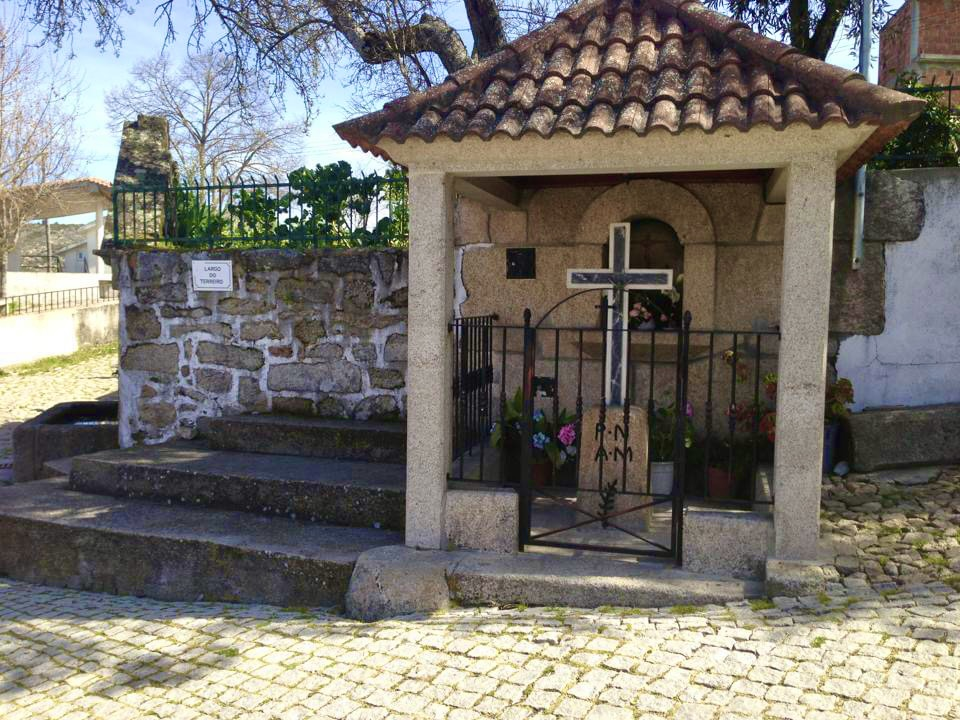
[https://earth.google.com/web/search/Souto+de+Escar%c3%a3o,+Alij%c3%b3,+Portugal/@41.38303446,-7.58751288,730.09613037a,0d,60y,85.11750793h,84.33073738t,0r/data=CigiJgokCfByYS1t6UNAEfpXB302s0NAGQBWueI6zT7AIR_4YarzUT_AIhoKFjl0MGtYbzA3aUlSWDg4VnJTQjd6aVEQAg Cruzeiro das Almas

## Osforais
Em finais do século XII e inícios do século XIII, começou o repovoamento desta região, através da concessão de vários forais; Souto de Escarão em 1196 concedido por D. Sancho I, Vila Chã em 1217 e Alijó em 1226. O foral de Alijó foi concedido por D. Sancho II, onde discriminava os limites da terra, regularizava as rendas a pagar pelos seus habitantes e a forma de o fazerem, dirigindo-se aos "vobis hominibus que habitatis in villa de Leggio et in suis terminus".
O concelho primitivo compreendia o território actualmente ocupado pelas freguesias de Alijó, Castedo, Amieiro e Carlão. Mais tarde, em 15 de Novembro de 1269, D. Afonso III, concede-lhe novo foral, renovando o anterior e onde já é citado o lugar de Presandães: "do et concedo vobis populatoris de Aligoo ipsem terram de Aligoo cum suis terminus novis et antiquis. Do et concedo insuper vobis cum ipsa villa de Aligoo aldeyam de Prazennaes". Em 12 de Outubro de 1369, D. Fernando ordenou que Alijó e outras localidades, ficassem proibidas de ter justiça própria e, que todos os negócios judiciais estivessem adstritos a Vila Real. Com D. João I, Alijó recebeu novamente o foro de vila, passando-o para as posses de Álvaro Pires de Távora, 3º Senhor do Mogadouro, filho de Pedro Lourenço de Távora, reposteiro-mor do referido rei e um dos heróis da Batalha de Aljubarrota. A partir desta altura, o senhorio de Alijó esteve sempre no poder da nobre família dos Távoras. Em 10 de Julho de 1514, D. Manuel concede nova carta de foral a Alijó e no reinado de D. José I, Alijó passou para os bens da Coroa.

## Vestígios pré-históricos
No topo de um proeminente maciço granítico que se desenvolve sobre a pequena aldeia de Souto de Escarão, poder-se-á detectar um conjunto de vestígios estruturais de um recinto fortificado de cronologia indeterminada. O local ocupa apenas a parte mais chã de uma plataforma alongada que forma o topo da Serra do Escarão, e reveela uma tipologia defensiva pouco comum. Na parte mais baixa do monte uma aparente muralha de configuração sub-circular protege um recinto com um perímetro de pequena dimensão. A estrutura defensiva é feita de pedra granítica assente a seco, pouco elaborada e com uma espessura que não é comum em povoados proto-históricos observados na região. Desta estrutura permanece actualmente um significativo conjunto de derrubes que permitem recriar a planta completa do seu traçado. À superfície do solo detectaram-se alguns fragmentos de cerâmica manual lisa, sem quaisquer marcas de torno. Do mesmo local foram ainda recolhidos alguns moinhos manuais de tipologia pré-histórica. O local possui uma excelente implantação estratégica, dominando um significativo troço do vale do rio Pinhão e da região envolvente, contudo apresenta-se com claras características inóspitas, elevando-se a uma altitude máxima de 1032 m., o que torna o sítio bastante batido pelo vento e pouco protegido.

## Outros
Património histórico cultural;
Fontanário Largo do Terreiro
Cruzeiro das Almas